# Jametz (alimento)

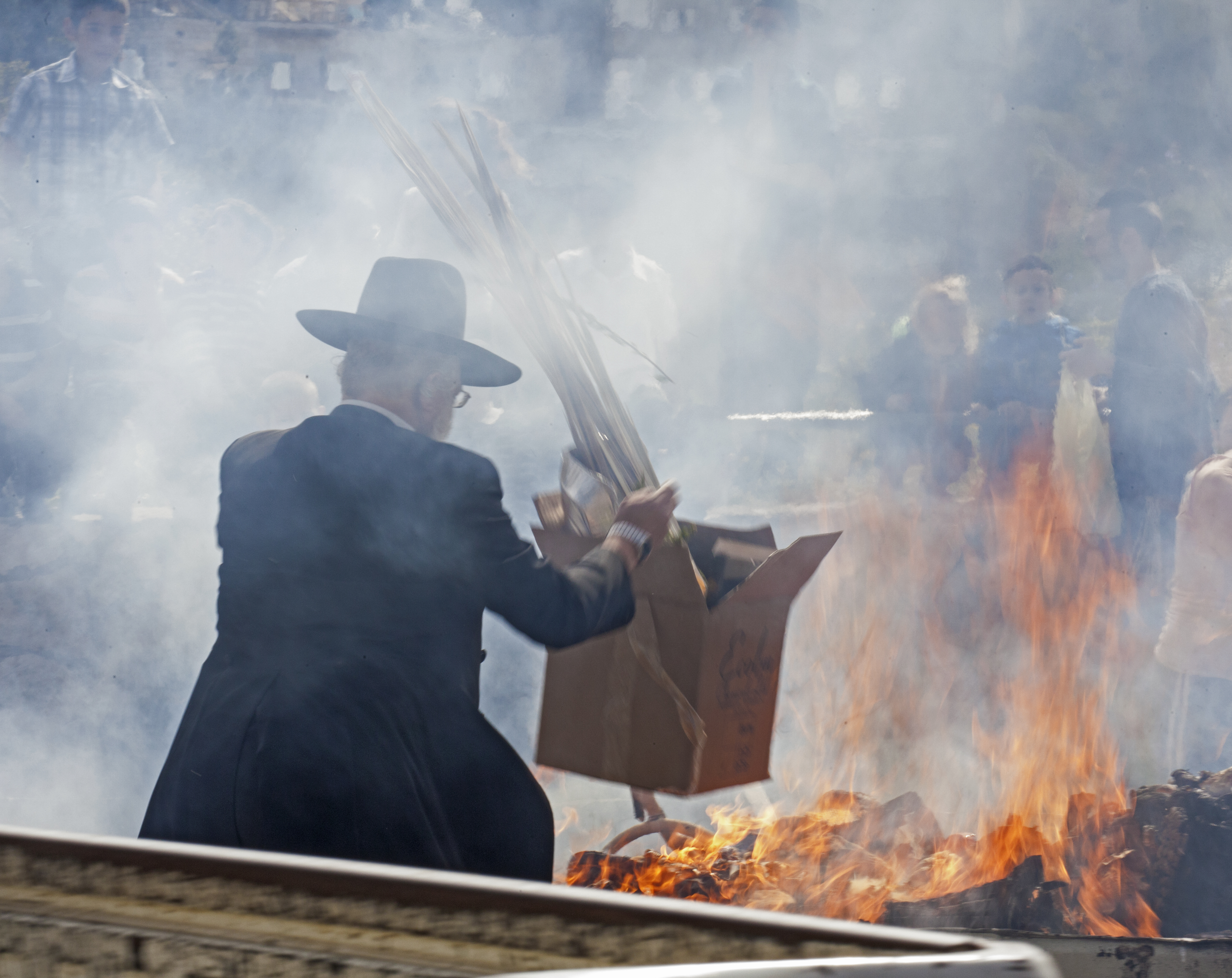
Quema de jametz en Jerusalén

Jametz (en hebreo: חָמֵץ‎) es un término judaico que se refiere a los alimentos elaborados con la harina de cinco tipos de granos: trigo, cebada, centeno, avena, escanda, y los fermentados con levadura.

## Uso judaico
En la festividad de Pésaj, jametz se refiere a los alimentos preparados con levadura, los cuales no está permitido consumir. En su lugar se come un tipo de galleta llamado matzá o pan ácimo. Según la tradición antes de comenzar la festividad se debe buscar y eliminar del hogar todos los "alimentos jametz", y durante el festejo incluso se prohíbe comerciar con ellos. Por tal motivo se debe disponer de ellos antes de la mañana de la víspera de Pesaj, quedando prohibido su consumo y posesión desde las 9:30 a. m.[cita requerida]